# Норалиев, Джура Норалиевич
Джура Норалиевич Норалиев (узб. Jura Noralievich Noraliev; род. 1942) — государственный деятель Республики Узбекистан, хоким Сурхандарьинской области (15 апреля 1993 — 24 марта 2000).

## Биография
Родился в 1942 году.
До 1993 года был хокимом Джаркурганского района Сурхандарьинской области. 15 апреля по приказу президента Республики Узбекистан Ислама Каримова был назначен хокимом Сурхандарьинской области.
Избирался депутатом Олий Мажлиса Республики Узбекистан 2 созыва (1995—1999) от Джаркурганского избирательного округа № 143, был выдвинут Сурхандарьинским областным Советом народных депутатов.